# Ахмадов, Явус Зайндиевич
Явус Зайнди́евич Ахма́дов (род. 3 октября 1949, с. Потапенко, Семипалатинская область) — российский государственный и общественный деятель (специалист по информационной политике, государственному строительству и управлению). Ученый-историк, автор 15 монографий и 150 научных статей (специалист по истории, этногенезу и исторической географии Чечни, Кавказа и России).

## Образование
Учился в начальной школе в городе Джамбуле (Казахская ССР). Завершил среднее образование в 1966 году по возвращении на историческую родину в Чечено-Ингушскую АССР. В 1970 году окончил исторический факультет Чечено-Ингушского государственного пединститута. Вторую специальность получил в 2006 году в Академии государственной службы при Президенте РФ. Окончил аспирантуру Института истории, археологии и языка Дагестанского филиала Академии наук СССР (Махачкала), где в 1978 году защитил кандидатскую диссертацию по теме «Взаимоотношения народов Чечено-Ингушетии с Россией в XVIII в.». В 1990 году защитил в Ростове-на-Дону докторскую диссертацию «Народы Северного Кавказа во внешней политике России, Ирана и Османской империи (XVI — первая четверть XVIII в.)». Доктор исторических наук, профессор, академик Академии наук Чеченской Республики.

## Научная и педагогическая деятельность
Был учителем истории в средней школе села Гойты ЧИАССР в 1970—1971 годах. В 1971 году был приглашён на работу в Чечено-Ингушский республиканский краеведческий музей. В 1972—1975 годах проходил аспирантуру Института истории, археологии и языка Дагестанского филиала Академии наук СССР (Махачкала). В 1976—1977 годах — заместитель директора СШ в г. Гудермесе (ЧИАССР). Продолжил исследовательскую деятельность с 1977 года в Чечено-Ингушском НИИ при Совете Министров ЧИАССР. Результатом его 12-летней работы в институте являются десятки статей, рукопись первого тома «Истории Чечни», сборник документов «Русско-чеченские взаимоотношения в XVIII в.», два школьных учебника «История Чечено-Ингушетии».
С 1990 года — профессор Чеченского государственного университета. В 2001 году был избран академиком АН Чеченской Республики. С 2004 года — член диссертационного совета Чеченского государственного университета и Комплексного научно-исследовательского института РАН (КНИИ РАН, Грозный).
В сферу научных интересов Ахмадова входят: общие проблемы истории Чечни, Кавказа и России, политика великих держав на Кавказе в XVI—XIX веков, проблемы этнополитической истории и исторической географии Кавказа, современные геополитические и общественно-политические процессы на Кавказе и в России.
В 1990 году им сделан доклад на международной конференции в Оксфорде (Великобритания), посвящённый жизни и деятельности известного духовного деятеля Чечни XIX века шейха Кунта-Хаджи Кишиева.
Всего за годы научной деятельности издал свыше 160 научных работ, в том числе 15 монографий и учебных пособий. Ряд работ опубликован за рубежом: в странах СНГ, Турции, Швеции и США. Принимал участие в ряде всесоюзных, всероссийских и международных конференций. Заслуженный деятель науки Чеченской Республики.

## Государственная и общественная деятельность
В 1993 году был членом Совета национального и гражданского согласия Чеченской Республики — консультативно-координационного органа, объединявшего представителей парламентской оппозиции генералу Джохару Дудаеву, лидеров ряда движений и партий, а также часть оппозиционно настроенной интеллигенции.
В 1994—1996 годах участвовал в политической борьбе против дудаевщины, занимал пост министра информации и печати Чеченской Республики в Правительстве национального возрождения, с 2000 по 2002 годы возглавлял Территориальное управление Министерства РФ по делам печати по Чеченской Республике.
В 2002—2003 годах был руководителем аппарата Комиссии по политическому урегулированию и соблюдению прав человека в Чеченской Республике Государственной думы Российской Федерации.
В 2004—2010 годах работал главным советником, заместителем начальника департамента по обеспечению деятельности советников Президента РФ Администрации Президента Российской Федерации. Имеет гражданский чин государственного советника Российской Федерации I класса.

## Труды
- Очерки политической истории народов Северного Кавказа в XVII в. Грозный, 1988.
- Взаимоотношения народов Чечено-Ингушетии с Россией в XVIII в. Грозный, 1992.
- История Чечено-Ингушетии. Учебное пособие (9 кл.). Грозный, 1992 (в соавторстве).
- Akhmadov Yavus. The export of the Iranian silk to Western Europe from the 16th to the beginning of the 17th century(the place of Russian and North Caucasian transit)//The Annual of the society for the study of Caucasia. Vol.6—7.Chicago:1997.
- Ahmadov Yavus. Çeçen — İngusya Halkıyla Rusya Arasındaki İlişkiler / Translated by: Tarik Cemal Kutlu /Publisher: Sorun Yayınları. Istanbul, Eylül 2000.
- История Чечни с древнейших времён до конца XVIII в. Пособие для изучающих историю родного края. М.: Мир дому твоему, 2001.
- История Чечни в XIX—XX веках. — М.: Пульс, 2005 (в соавторстве).
- Очерк исторической географии и этнополитического развития Чечни в XVI—XVIII веках. М., 2009.
- Islam in the North Caucasus: A People Divided // Liberty University (Lynchburg, Virginia) , Faculty Publications and Presentations. 2009 (в соавторстве).
- Битва за Чечню. «Война историографий» или информационная война. Грозный, 2015 (в соавторстве с Д. Б. Абдурахмановым).
- История Чечни. Т. 2. XVI—XVIII вв. Грозный, 2016 (в соавторстве с Ш. Б. Ахмадовым и др.).
- Ахмадов Я. З., Гумба Г. Д., Курумов Д. С., Хасмагомадов Э. Х. История нахов Передней Азии, Кавказа и Чечни с древнейших времён до конца XV века / Ахмадов Я. З.. — М.: Литера, 2019. — 686 с. — 1500 экз. — ISBN 978-5-9906575-5-7.
- Ахмадов Я. З. Чечено-русские отношения в XVIII веке. Исследования и материалы. — Академия наук ЧР. — Грозный: АО «Издательско-полиграфический комплекс «Грозненский рабочий», 2019. — Т. I. — 688 с. — ISBN 978-5-4314-0404-7.